# Adam Nimoy
Adam B. Nimoy, né le 9 août 1956 à Los Angeles, est un réalisateur de télévision et acteur américain. Adam Nimoy est le fils de l'acteur/réalisateur Leonard Nimoy et de sa première femme, l'actrice Sandra Zober.

## Jeunesse
Adam Nimoy est né le 9 août 1956 à Los Angeles, en Californie. Lui et sa grande sœur, Julie Nimoy (née en 1955), sont les enfants de l'acteur/réalisateur Leonard Nimoy et de sa première femme, l'actrice Sandra Zober. Après le divorce de ses parents, Nimoy gagne un demi-frère, Aaron Bay-Schuck, quand son père s'est marié avec Susan Bay.

## Carrière

### Avocat
Adam Nimoy commença sa carrière dans l’industrie du divertissement en tant qu’avocat spécialisé dans la musique et la publication musicale.

### Cadre administratif
Il fut cadre en administration des affaires pour EMI America Records et Enigma Records avant de devenir réalisateur de télévision.

### Réalisateur de télévision
Parmi ses réalisations, plusieurs épisodes de New York Police Blues, The Practice, Ally McBeal, Gilmore Girls, Star Trek : La Nouvelle Génération, Babylon 5, Au-delà du réel, dans lequel il dirige son père dans l’épisode « Je pense, donc... » (titre original "I, Robot"), et Sliders.

### For the Love of Spock
À la suite du décès de son père en 2015, Nimoy dévoila un projet de documentaire sur lequel ils avaient travaillé ensemble au sujet du célèbre personnage de Star Trek joué par le père que le fils prévoyait réaliser. Dans le contexte du décès de son père, Nimoy décida que son projet serait davantage axé sur la vie et la carrière de Leonard Nimoy, en plus du personnage de Spock. En mars 2015, Nimoy annonce sa volonté de financer son projet de 600 000$ grâce à des dons du public, avec mention au générique et autres avantages pour les contributeurs. Dès le mois de juin suivant, il obtient le financement nécessaire via le site Kickstarter.com, atteignant la somme de 621 721$, avec un mois d’avance sur l’échéance prévue pour le 1er juillet. Le documentaire, "For the Love of Spock", contient plusieurs entrevues de personnalités incluant William Shatner, George Takei, Walter Koenig, J. J. Abrams, et Seth MacFarlane. Le film fut dévoilé le 16 avril 2016 au Festival du film de Tribeca.

### Apparitions à l’écran
Nimoy apparaît dans son propre rôle dans The Spock Resonance, dans l'épisode du 5 novembre 2015 de la sitcom The Big Bang Theory, dans lequel il interviewe le fan de Star Trek Sheldon Cooper (Jim Parsons) pour un documentaire sur son père (qui avait précédemment prêté sa voix pour l'épisode Le Dysfonctionnement du téléporteur, dans la saison 5).

### Anecdote
Le groupe Rain Parade a inscrit un remerciement spécial à Adam sur la pochette de leur album Emergency Third Rail Power Trip produit en 1983 par Enigma Records. « Spock » y est également remercié.